# KMPlayer
KMPlayer (Konqueror Media Player) — медиаплеер для среды рабочего стола KDE. Работает и как плагин для Konqueror, и как самостоятельный видеоплеер. Может использовать MPlayer или xine в качестве бэк-энда.